# Liste der denkmalgeschützten Objekte in Litvínov
Grundlage dieser Liste der denkmalgeschützten Objekte in Litvínov ist die ÚSKP-Liste (Ústřední seznam kulturních památek České republiky, deutsch Zentrale Liste der Kulturdenkmäler der Tschechischen Republik), die von der tschechischen Denkmalschutzbehörde NPÚ (Národní památkový ústav, deutsch Nationale Denkmalbehörde) seit 1987 geführt wird und an die seit dem Jahr 1850 geschaffenen Listen anschließt.

## Denkmalgeschützte Objekte inLitvínov(Leutensdorf) nach Ortsteilen

### Horní Litvínov(Oberleutensdorf)
| Lage                                                                       | Objekt                                | Beschreibung | ÚSKP-Nr.                  | Bild                        |
| -------------------------------------------------------------------------- | ------------------------------------- | --- | ------------------------- | --------------------------- |
| Horní Litvínov, Mostecká 1 (Standort)                                      | Waldstein-Schloss                     | Waldsteinsches Schloss (Valdštejnský zámek), Barockbau, errichtet 1732–1743 von Giovanni Domenico Canevale                                                                                        | 42407/5-358 Info Katalog  | weitere Bilder              |
| Horní Litvínov, Mostecká 19 (Standort)                                     | Bürgerhaus, Mostecká 19               | Bürgerhaus | 100577 Info Katalog       | Bürgerhaus, Mostecká 19     |
| Horní Litvínov, Smetanova 40 (Standort)                                    | Altes Rathaus, Smetanova 40           | Altes Rathaus (Barockbau), errichtet 1767–1769 als Waisenhaus unter Graf Emanuel Filibert von Waldstein, jetzt Restaurant und Galerie „Radniční sklípek“ (Ratskeller)                             | 42289/5-364 Info Katalog  | weitere Bilder              |
| Horní Litvínov, Podkrušnohorská 308 (Standort)                             | Villa, Podkrušnohorská 308            | Villa | 100584 Info Katalog       | Villa, Podkrušnohorská 308  |
| Horní Litvínov, náměstí Míru 343 (Standort)                                | Mietshaus, nám. Míru 343              | Mietshaus | 51954/5-5930 Info Katalog | Mietshaus, nám. Míru 343    |
| Horní Litvínov, Smetanova 506, (Standort)                                  | Stadthaus, Smetanova 506              | Stadthaus | 44027/5-5333 Info Katalog | Stadthaus, Smetanova 506    |
| Horní Litvínov, Tržní 512 (Standort)                                       | Mietshaus, Tržní 512                  | Mietshaus | 44028/5-5334 Info Katalog | Mietshaus, Tržní 512        |
| Horní Litvínov, Tržní 513 (Standort)                                       | Mietshaus, Tržní 513                  | Mietshaus | 84995/5-5334 Info Katalog | Mietshaus, Tržní 513        |
| Horní Litvínov, Smetanova 518 (Standort)                                   | Mietshaus, Smetanova 518              | Mietshaus | 84991/5-5333 Info Katalog | Mietshaus, Smetanova 518    |
| Horní Litvínov, Smetanova 519 (Standort)                                   | Mietshaus, Smetanova 519              | Mietshaus | 84992/5-5333 Info Katalog | Mietshaus, Smetanova 519    |
| Horní Litvínov, Smetanova 520 (Standort)                                   | Mietshaus, Smetanova 520              | Mietshaus | 84993/5-5333 Info Katalog | Mietshaus, Smetanova 520    |
| Horní Litvínov, Vinohradská 525 (Standort)                                 | Villa, Vinohradská 525                | Villa | 103764 Info Katalog       | Villa, Vinohradská 525      |
| Horní Litvínov, Smetanova 540 (Standort)                                   | Mietshaus, Smetanova 540              | Mietshaus | 84994/5-5333 Info Katalog | Mietshaus, Smetanova 540    |
| Horní Litvínov, Masarykovo náměstí (Standort)                              | Pfarrkirche des hl. Michael           | Pfarrkirche des hl. Erzengels Michael, Barockbau, errichtet 1685–1694 nach einem Entwurf von Jean Baptiste Mathey                                                                                 | 43129/5-359 Info Katalog  | weitere Bilder              |
| Horní Litvínov, an der Ostseite der Michaelskirche (Standort)              | Skulpturengruppe mit Wappen           | Skulpturengruppe des hl. Ulrich und des hl. Felix mit dem Allianzwappen Lobkowicz–Bubna von Johann Adam Dietz und Franz Anton Kuen, urspr. auf der Attika der Nepomuk-Kapelle im ehem. Ort Dřínov | 43483/5-5049 Info Katalog | Skulpturengruppe mit Wappen |
| Horní Litvínov, Voigtovy sady (Standort)                                   | Dreifaltigkeitssäule im Voigts-Garten | Dreifaltigkeitssäule von 1738 im Voigts-Garten (Voigtovy sady), urspr. im ehem. Ort Libkovice (Liquitz)                                                                                           | 42470/5-5060 Info Katalog | weitere Bilder              |
| Horní Litvínov, Voigtovy sady (Standort)                                   | Herkulesstatue im Voigts-Garten       | Herkulesstatue, auch Samson genannt, von Matthias Bernhard Braun (1684–1738), urspr. im Schlosspark in Duchcov (Dux), 1820 umgesetzt nach Horní Litvínov                                          | 42344/5-361 Info Katalog  | weitere Bilder              |
| Horní Litvínov, Mostecká (Standort)                                        | Tuchmanufaktur-Denkmal                | Obelisk von 1815 zur Erinnerung an die 100-jährige Tradition der Waldsteinschen Tuchmanufaktur, errichtet von Franz Adam von Waldstein-Wartenberg                                                 | 43428/5-5061 Info Katalog | weitere Bilder              |
| Horní Litvínov, Žižkova, auf dem ehem. Friedhof Oberleutensdorf (Standort) | Waldstein-Grabkapelle                 | Neoklassizistische Grabkapelle der Waldsteins, errichtet 1829 von Franz Pettrich (1770–1844) | 43731/5-366 Info Katalog  | weitere Bilder              |
| Horní Litvínov, Tylova 274, 275, 541, 661 und 662 (Standort)               | ehem. Sanatorium                      | ehem. Sanatorium | 44029/5-5335 Info Katalog | ehem. Sanatorium            |
| Horní Litvínov, Koldům 1580 und 1581 (Standort)                            | Kolektivní dům                        | Mietshaus, genannt „Koldům“ (Kollektivhaus), errichtet in den Jahren 1947–1958 von den Architekten E. Linhart und V. Hilský                                                                       | 43383/5-360 Info Katalog  | weitere Bilder              |

### Janov(Johnsdorf)
| Lage                                                          | Objekt                              | Beschreibung | ÚSKP-Nr.                  | Bild                                |
| ------------------------------------------------------------- | ----------------------------------- | --- | ------------------------- | ----------------------------------- |
| Janov, Loupnická Nr. 2, 151, 152, 153 und 154 (Standort)      | Herrenhaus Johnsdorf (Zámek Janov)  | Schloss Johnsdorf (Zámek Janov) mit - Herrenhaus Nr. 2 - Torhaus Nr. 151 und 152 - Landwirtschaftliche Gebäude Nr. 153 und 154 - Scheune I und II - Garten mit Marienstatue und Umfassungsmauer | 43051/5-343 Info Katalog  | weitere Bilder                      |
| Janov, Loupnická Nr. 3 (Standort)                             | Haus Nr. 3                          | Bauernhaus, Fachwerkhaus | 100991 Info Katalog       | Haus Nr. 3                          |
| Janov, Loupnická, am Haus Nr. 3 (Standort)                    | Statue des hl. Johannes von Nepomuk | Statue des hl. Johannes von Nepomuk | 43116/5-341 Info Katalog  | Statue des hl. Johannes von Nepomuk |
| Janov, an der Kreuzung Podkrušnohorská / Loupnická (Standort) | Kreuzigungsgruppe                   | Skulpturengruppe Kreuzigung | 43551/5-342 Info Katalog  | Kreuzigungsgruppe                   |
| Janov, an der alten Bahntrasse (Standort)                     | Meilenstein                         | Meilenstein von 1841 an der alten Landstraße nach Sachsen, südöstlich des Ortes | 44031/5-5337 Info Katalog | weitere Bilder                      |

### Lounice(Launitz)
| Lage               | Objekt          | Beschreibung | ÚSKP-Nr.                  | Bild           |
| ------------------ | --------------- | --- | ------------------------- | -------------- |
| Lounice (Standort) | Talsperre Janov | Talsperre Janov, auch Brüxer Talsperre genannt, nordwestlich von Litvínov im Tal der Loupnice (Launitzer Bach), errichtet 1911–1913 | 42697/5-5079 Info Katalog | weitere Bilder |

### Růžodol(Rosenthal)
| Lage               | Objekt                 | Beschreibung | ÚSKP-Nr.                  | Bild           |
| ------------------ | ---------------------- | --- | ------------------------- | -------------- |
| Růžodol (Standort) | ehem. Zeche Julius III | Gebäude der Zeche Julius III der ehem. Sudetenländischen Bergbau AG, davon Grubengebäude, Maschinenhaus, Kesselhaus mit Schornstein, Thomsonscher Doppel-Aufzug, seit 2003 Erzgebirgsmuseum für Technik (Podkrušnohorské technické muzeum) | 51076/5-5909 Info Katalog | weitere Bilder |

### Šumná(Rauschengrund)
| Lage                                   | Objekt                               | Beschreibung | ÚSKP-Nr.                  | Bild                                 |
| -------------------------------------- | ------------------------------------ | --- | ------------------------- | ------------------------------------ |
| Šumná, Sokolská Nr. 2 und 3 (Standort) | ehem. Textilfabrik Marbach & Riecken | Textilfabrik Marbach & Riecken – Baumwollspinnerei und Weberei von 1828, gegr. 1829 von Wilhelm Marbach, späterer Besitzer war Wilhelm Riecken (1839–1909) aus Chemnitz, davon Fabrikhalle I, II und III, Villa Nr. 2, Umfassungsmauer, Zaun und Stützmauer | 44030/5-5336 Info Katalog | ehem. Textilfabrik Marbach & Riecken |